# Colonia Tacuarí
Colonia Tacuarí, Paraje Tacuarí o Tacuarí, es una localidad argentina y colonia rural ubicada en el sudeste de la provincia del Chaco, en el departamento San Fernando. Depende administrativamente del municipio de Puerto Vilelas de la cual dista unos 30 km.
Se halla en la zona conocida como Bajos del Tacuarí, cerca de las lagunas Brava y El Palmar. Las tierras son en su mayoría inundables, poco aptas para el asentamiento humano, siendo el único aglomerado dentro de los 2 000 km³ que ocupan los bañados.

## Vías de comunicación
La principal vía de acceso la constituye la Ruta Provincial 69, que la une al norte con Puerto Vilelas (Gran Resistencia) y continúa hacia el Sur con otros sectores de la colonia. Existe una línea de colectivos que la une a Resistencia. Cuenta con un consorcio caminero que mantiene los caminos internos.

## Población
En los censos nacionales de 2001 y 2010 el INDEC no lo consideró un aglomerado urbano.